# Eleições autárquicas portuguesas de 1976 no distrito de Portalegre
| Eleições autárquicas portuguesas de 1976 Distritos: Aveiro \| Beja \| Braga \| Bragança \| Castelo Branco \| Coimbra \| Évora \| Faro \| Guarda \| Leiria \| Lisboa \| Portalegre \| Porto \| Santarém \| Setúbal \| Viana do Castelo \| Vila Real \| Viseu \| Açores \| Madeira |

## Resultados por concelho
Os resultados nos concelhos do distrito de Portalegre foram os seguintes

### Alter do Chão
| Partido                 | Partido                     | Votos | %               | Vereadores |
| ----------------------- | --------------------------- | ----- | --------------- | ---------- |
|                         | Partido Socialista          | 1 203 | 40,95 / 100,00  | 3 / 5      |
|                         | Frente Eleitoral Povo Unido | 767   | 26,11 / 100,00  | 1 / 5      |
|                         | Partido Social Democrata    | 486   | 16,54 / 100,00  | 1 / 5      |
|                         | Centro Democrático Social   | 268   | 9,12 / 100,00   | 0 / 5      |
| Votos Inválidos         | Votos Inválidos             | 214   | 7,28 / 100,00   |            |
| Total                   | Total                       | 2 938 | 100,00 / 100,00 | 5 / 5      |
| Eleitorado/Participação | Eleitorado/Participação     | 4 098 | 71,69 / 100,00  |            |

### Arronches
| Partido                 | Partido                     | Votos | %               | Vereadores |
| ----------------------- | --------------------------- | ----- | --------------- | ---------- |
|                         | Partido Socialista          | 961   | 41,39 / 100,00  | 2 / 5      |
|                         | Frente Eleitoral Povo Unido | 655   | 28,21 / 100,00  | 2 / 5      |
|                         | Centro Democrático Social   | 632   | 27,22 / 100,00  | 1 / 5      |
| Votos Inválidos         | Votos Inválidos             | 74    | 3,19 / 100,00   |            |
| Total                   | Total                       | 2 322 | 100,00 / 100,00 | 5 / 5      |
| Eleitorado/Participação | Eleitorado/Participação     | 3 440 | 67,50 / 100,00  |            |

### Avis
| Partido                 | Partido                     | Votos | %               | Vereadores |
| ----------------------- | --------------------------- | ----- | --------------- | ---------- |
|                         | Frente Eleitoral Povo Unido | 2 056 | 50,77 / 100,00  | 3 / 5      |
|                         | Partido Socialista          | 1 893 | 46,74 / 100,00  | 2 / 5      |
| Votos Inválidos         | Votos Inválidos             | 101   | 2,50 / 100,00   |            |
| Total                   | Total                       | 4 050 | 100,00 / 100,00 | 5 / 5      |
| Eleitorado/Participação | Eleitorado/Participação     | 4 597 | 88,10 / 100,00  |            |

### Campo Maior
| Partido                 | Partido                     | Votos | %               | Vereadores |
| ----------------------- | --------------------------- | ----- | --------------- | ---------- |
|                         | Partido Socialista          | 2 728 | 57,05 / 100,00  | 3 / 5      |
|                         | Frente Eleitoral Povo Unido | 1 700 | 35,55 / 100,00  | 2 / 5      |
|                         | Partido Social Democrata    | 244   | 5,10 / 100,00   | 0 / 5      |
| Votos Inválidos         | Votos Inválidos             | 110   | 2,30 / 100,00   |            |
| Total                   | Total                       | 4 782 | 100,00 / 100,00 | 5 / 5      |
| Eleitorado/Participação | Eleitorado/Participação     | 6 051 | 79,03 / 100,00  |            |

### Castelo de Vide
| Partido                 | Partido                     | Votos | %               | Vereadores |
| ----------------------- | --------------------------- | ----- | --------------- | ---------- |
|                         | Partido Socialista          | 1 683 | 68,75 / 100,00  | 5 / 5      |
|                         | Centro Democrático Social   | 315   | 12,87 / 100,00  | 0 / 5      |
|                         | Frente Eleitoral Povo Unido | 266   | 10,87 / 100,00  | 0 / 5      |
| Votos Inválidos         | Votos Inválidos             | 184   | 7,51 / 100,00   |            |
| Total                   | Total                       | 2 448 | 100,00 / 100,00 | 5 / 5      |
| Eleitorado/Participação | Eleitorado/Participação     | 3 590 | 68,19 / 100,00  |            |

### Crato
| Partido                 | Partido                     | Votos | %               | Vereadores |
| ----------------------- | --------------------------- | ----- | --------------- | ---------- |
|                         | Partido Socialista          | 1 624 | 53,23 / 100,00  | 3 / 5      |
|                         | Frente Eleitoral Povo Unido | 722   | 23,66 / 100,00  | 1 / 5      |
|                         | Centro Democrático Social   | 487   | 15,96 / 100,00  | 1 / 5      |
| Votos Inválidos         | Votos Inválidos             | 218   | 7,14 / 100,00   |            |
| Total                   | Total                       | 3 051 | 100,00 / 100,00 | 5 / 5      |
| Eleitorado/Participação | Eleitorado/Participação     | 4 524 | 67,44 / 100,00  |            |

### Elvas
| Partido                 | Partido                     | Votos  | %               | Vereadores |
| ----------------------- | --------------------------- | ------ | --------------- | ---------- |
|                         | Partido Socialista          | 3 803  | 32,79 / 100,00  | 3 / 7      |
|                         | Frente Eleitoral Povo Unido | 2 070  | 17,85 / 100,00  | 1 / 7      |
|                         | Partido Popular Monárquico  | 2 022  | 17,44 / 100,00  | 1 / 7      |
|                         | Partido Social Democrata    | 1 885  | 16,25 / 100,00  | 1 / 7      |
|                         | Centro Democrático Social   | 1 248  | 10,76 / 100,00  | 1 / 7      |
| Votos Inválidos         | Votos Inválidos             | 569    | 4,91 / 100,00   |            |
| Total                   | Total                       | 11 597 | 100,00 / 100,00 | 7 / 7      |
| Eleitorado/Participação | Eleitorado/Participação     | 18 124 | 63,99 / 100,00  |            |

### Fronteira
| Partido                 | Partido                                 | Votos | %               | Vereadores |
| ----------------------- | --------------------------------------- | ----- | --------------- | ---------- |
|                         | Partido Socialista                      | 1 263 | 47,73 / 100,00  | 3 / 5      |
|                         | Centro Democrático Social               | 632   | 23,89 / 100,00  | 1 / 5      |
|                         | Frente Eleitoral Povo Unido             | 346   | 13,08 / 100,00  | 1 / 5      |
|                         | Grupos Dinamizadores de Unidade Popular | 268   | 10,13 / 100,00  | 0 / 5      |
| Votos Inválidos         | Votos Inválidos                         | 137   | 5,18 / 100,00   |            |
| Total                   | Total                                   | 2 646 | 100,00 / 100,00 | 5 / 5      |
| Eleitorado/Participação | Eleitorado/Participação                 | 3 491 | 75,79 / 100,00  |            |

### Gavião
| Partido                 | Partido                     | Votos | %               | Vereadores |
| ----------------------- | --------------------------- | ----- | --------------- | ---------- |
|                         | Partido Socialista          | 1 877 | 56,23 / 100,00  | 4 / 5      |
|                         | Frente Eleitoral Povo Unido | 789   | 23,64 / 100,00  | 1 / 5      |
|                         | Centro Democrático Social   | 403   | 12,07 / 100,00  | 0 / 5      |
| Votos Inválidos         | Votos Inválidos             | 269   | 8,05 / 100,00   |            |
| Total                   | Total                       | 3 338 | 100,00 / 100,00 | 5 / 5      |
| Eleitorado/Participação | Eleitorado/Participação     | 5 717 | 58,39 / 100,00  |            |

### Marvão
| Partido                 | Partido                     | Votos | %               | Vereadores |
| ----------------------- | --------------------------- | ----- | --------------- | ---------- |
|                         | Partido Socialista          | 1 873 | 59,94 / 100,00  | 4 / 5      |
|                         | Centro Democrático Social   | 708   | 22,66 / 100,00  | 1 / 5      |
|                         | Frente Eleitoral Povo Unido | 227   | 7,26 / 100,00   | 0 / 5      |
|                         | Partido Social Democrata    | 170   | 5,44 / 100,00   | 0 / 5      |
| Votos Inválidos         | Votos Inválidos             | 147   | 4,70 / 100,00   |            |
| Total                   | Total                       | 3 125 | 100,00 / 100,00 | 5 / 5      |
| Eleitorado/Participação | Eleitorado/Participação     | 4 477 | 69,80 / 100,00  |            |

### Monforte
| Partido                 | Partido                     | Votos | %               | Vereadores |
| ----------------------- | --------------------------- | ----- | --------------- | ---------- |
|                         | Partido Socialista          | 909   | 38,50 / 100,00  | 2 / 5      |
|                         | Frente Eleitoral Povo Unido | 724   | 30,66 / 100,00  | 2 / 5      |
|                         | Centro Democrático Social   | 607   | 25,71 / 100,00  | 1 / 5      |
| Votos Inválidos         | Votos Inválidos             | 121   | 5,13 / 100,00   |            |
| Total                   | Total                       | 2 361 | 100,00 / 100,00 | 5 / 5      |
| Eleitorado/Participação | Eleitorado/Participação     | 3 278 | 72,03 / 100,00  |            |

### Nisa
| Partido                 | Partido                     | Votos | %               | Vereadores |
| ----------------------- | --------------------------- | ----- | --------------- | ---------- |
|                         | Partido Socialista          | 3 354 | 53,87 / 100,00  | 3 / 5      |
|                         | Frente Eleitoral Povo Unido | 1 130 | 18,15 / 100,00  | 1 / 5      |
|                         | Centro Democrático Social   | 1 101 | 17,68 / 100,00  | 1 / 5      |
| Votos Inválidos         | Votos Inválidos             | 641   | 10,29 / 100,00  |            |
| Total                   | Total                       | 6 226 | 100,00 / 100,00 | 5 / 5      |
| Eleitorado/Participação | Eleitorado/Participação     | 9 401 | 66,23 / 100,00  |            |

### Ponte de Sôr
| Partido                 | Partido                     | Votos  | %               | Vereadores |
| ----------------------- | --------------------------- | ------ | --------------- | ---------- |
|                         | Frente Eleitoral Povo Unido | 4 069  | 44,02 / 100,00  | 3 / 7      |
|                         | Partido Socialista          | 3 147  | 34,05 / 100,00  | 3 / 7      |
|                         | Partido Social Democrata    | 1 676  | 18,13 / 100,00  | 1 / 7      |
| Votos Inválidos         | Votos Inválidos             | 351    | 3,79 / 100,00   |            |
| Total                   | Total                       | 9 243  | 100,00 / 100,00 | 7 / 7      |
| Eleitorado/Participação | Eleitorado/Participação     | 13 947 | 66,27 / 100,00  |            |

### Portalegre
| Partido                 | Partido                                 | Votos  | %               | Vereadores |
| ----------------------- | --------------------------------------- | ------ | --------------- | ---------- |
|                         | Partido Socialista                      | 6 370  | 43,78 / 100,00  | 3 / 7      |
|                         | Partido Social Democrata                | 3 962  | 25,37 / 100,00  | 2 / 7      |
|                         | Frente Eleitoral Povo Unido             | 1 959  | 13,46 / 100,00  | 1 / 7      |
|                         | Centro Democrático Social               | 1 768  | 12,15 / 100,00  | 1 / 7      |
|                         | Grupos Dinamizadores de Unidade Popular | 212    | 1,46 / 100,00   | 0 / 7      |
| Votos Inválidos         | Votos Inválidos                         | 550    | 3,78 / 100,00   |            |
| Total                   | Total                                   | 14 551 | 100,00 / 100,00 | 7 / 7      |
| Eleitorado/Participação | Eleitorado/Participação                 | 20 806 | 69,94 / 100,00  |            |

### Sousel
| Partido                 | Partido                     | Votos | %               | Vereadores |
| ----------------------- | --------------------------- | ----- | --------------- | ---------- |
|                         | Frente Eleitoral Povo Unido | 1 715 | 38,94 / 100,00  | 2 / 5      |
|                         | Partido Socialista          | 1 616 | 36,69 / 100,00  | 2 / 5      |
|                         | Partido Social Democrata    | 876   | 19,89 / 100,00  | 1 / 5      |
| Votos Inválidos         | Votos Inválidos             | 197   | 4,48 / 100,00   |            |
| Total                   | Total                       | 4 404 | 100,00 / 100,00 | 5 / 5      |
| Eleitorado/Participação | Eleitorado/Participação     | 5 514 | 79,87 / 100,00  |            |